# Saint-Jacut-du-Mené
Saint-Jacut-du-Mené (Gallo: Saent-Jagu, bretonisch Sant-Yagu-ar-Menez) ist eine Ortschaft und eine Commune déléguée in der französischen Gemeinde Le Mené mit 729 Einwohnern (Stand 1. Januar 2022) im Département Côtes-d’Armor in der Region Bretagne. Die Einwohner werden Jaguins/Jaguines genannt.

## Geographie
Saint-Jacut-du-Mené liegt etwa 33 Kilometer südöstlich von Saint-Brieuc und rund 53 Kilometer südwestlich von Saint-Malo in der Osthälfte des Départements Côtes-d’Armor. Die Rance durchquert den Nordteil der Commune déléguée. Auf dem Gebiet der Commune déléguée gibt es zudem zahlreiche Teiche. 

## Geschichte
Relikte wie ein Menhir belegen eine Besiedlung seit der Jungsteinzeit. In Le Vieux-Parc finden sich Überreste einer Ringmauer und eines Wassergrabens und in La Couaille fanden Archäologen bei Ausgrabungen die Reste einer Motte mit Ringmauer. Beide Burgen wurden im Mittelalter errichtet. In einer Bulle des damaligen Papstes an die Abtei Saint-Jacut-de-l’Isle wurde die Gemeinde im Jahr 1163 als Sancti Jacuti de Selmene erstmals namentlich erwähnt. Auf Kosten der Nachbargemeinde Le Gouray wuchs die Gemeinde 1823 und 1849. Die Siedlungen Bransac (Bransart), La Gouillère (La Goulière), La Chênaie, La Tiolais (La Thiollaye), La Ruais, La Haye und La Roche wechselten zu Saint-Jacut-du-Mené. Die Gemeinde gehörte von 1793 bis 1801 zum Distrikt Broons und war Teil des Kantons Langourla. Von 1801 bis 1926 war sie Teil des Arrondissements Loudéac und seither Teil des Arrondissements Dinan. Von 1801 bis 2015 war sie eine Gemeinde des Kantons Collinée.    
Mit Wirkung vom 1. Januar 2016 entstand aus der Fusion aller sieben Gemeinden des Gemeindeverbandes Communauté de communes du Mené die neue Gemeinde Le Mené, zu der Saint-Jacut-du-Mené gehört. Die Gemeinde Saint-Jacut-du-Mené gehörte zum Arrondissement Dinan und zum Kanton Plénée-Jugon.

## Bevölkerungsentwicklung
Die Zahl der Bewohner stieg zwischen 1793 und 1831 nur schwach an (1793–1831: +5,3 %) – mit einem einmaligen Ausreißer 1806 (708 Menschen). Danach folgte eine Wachstumsphase bis ins Jahr 1846 (1831–1846: +22,5 %). Die Gebietsvergrößerung von 1849 brachte einen einmaligen Bevölkerungschub mit einem Zuwachs von 260 Personen (oder 33,6 %) in den fünf Jahren nach 1846. Danach flachte der Anstieg ab. Zwischen 1872 und 1876 kam es zu einem weiteren starken Bevölkerungsanstieg von 184 Menschen (+16,5 %). Von 1876 bis kurz nach der Jahrhundertwende blieb die Anzahl Bewohner nahezu auf dem gleichen Stand (1876–1901: +4,9 %). Nach dem Höchststand von 1901 sank die Einwohnerschaft bis zum Beginn des Ersten Weltkriegs leicht. Als Folge der zahlreichen Gefallenen und der Grippewelle von 1918 sank die Zahl der Bewohner zwischen 1911 und 1921 um 104 Menschen (−8,2 %). Zwischen den beiden Weltkriegen verringerte sich die Einwohnerzahl nochmals (1921–1936: −13,6 %). Doch mit dem Beginn des Zweiten Weltkriegs begann eine noch stärkere Landflucht bis 1990 (1936–1990: −27,0 %). Seit 1990 wächst die Einwohnerzahl wieder leicht (1990–2013: +10,2 %) – doch liegt sie weit unter dem Bevölkerungshöchststand von 1901.  
| Jahr                       | 1962 | 1968 | 1975 | 1982 | 1990 | 1999 | 2006 | 2013 |
| Einwohner                  | 746  | 725  | 712  | 677  | 666  | 716  | 724  | 734  |
| Quellen: Cassini und INSEE |      |      |      |      |      |      |      |      |

## Sehenswürdigkeiten

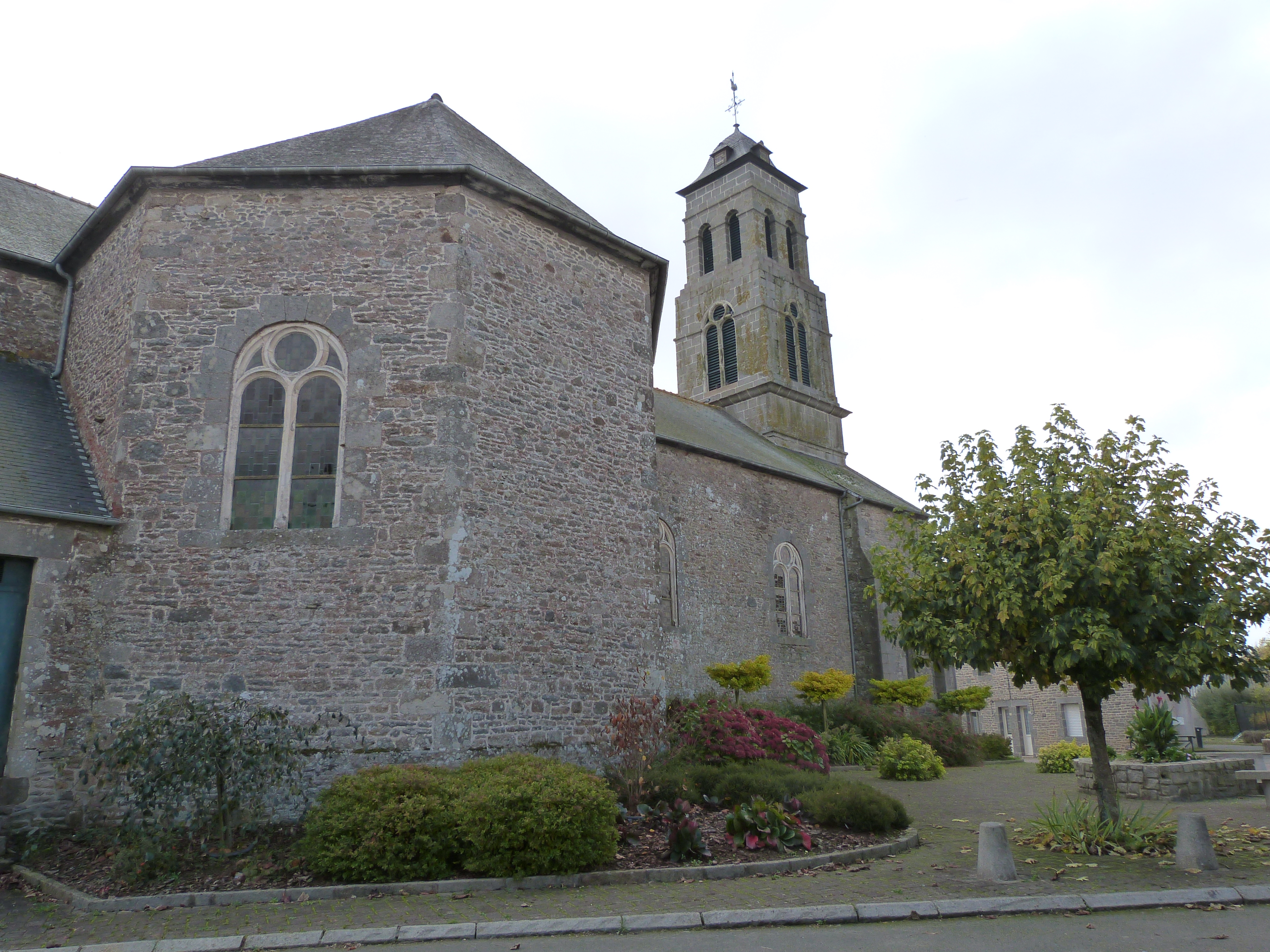
Kirche Saint-Jacut

- Château du Parc Locmaria (Schloss, 16./17. Jahrhundert); mit einem alten Brotofen, einem Taubenschlag und einer alten Eiche nahe dem Schloss
- Kirche Saint-Jacut, erbaut 1843
- Kapelle Notre-Dame du Bon-Réconfort in Saint-Joseph (16. Jahrhundert)
- Kapelle Saint-Jean-Baptiste et Saint-Antoine (erbaut um 1656)
- Kreuze von La Bellière, Notre-Dame de Bon-Réconfort (17. Jahrhundert), Rohée, Fourré (18. Jahrhundert), Bransac (16. Jahrhundert) und La Chapelle du Parc (Sockel von 1656)
- Herrenhaus Manoir de La Goulière (17. Jahrhundert)
- altes Haus in Bransac (17./18. Jahrhundert)
- traditionelles Granithaus aus dem 19. Jahrhundert in Le Rocher
- einstige Wunderquelle nahe der Kapelle Saint-Jean-Baptiste et Saint-Antoine
- mehrere Mühlen
- Menhir von La Ville-au-Chevalier aus der Jungsteinzeit (7 Meter hoch, liegend)
- zwei Menhire in La Touche (auch La Martinaie; jeweils 5 Meter hoch)
- Grabstein aus dem Mittelalter auf dem Kirchplatz
- zahlreiche Teiche
- Denkmal für die Gefallenen[1]

Quelle: